# Angélique Duvier
Angélique Duvier (* 27. April 1958 in Hamburg) ist eine deutsche Schauspielerin, Autorin und Regisseurin.

## Werdegang
Ihre Filmkarriere begann mit Schauspielkollegen wie Heiner Lauterbach, unter anderem in drei Teilen der Schulmädchen-Report-Reihe, oder dem Actionfilm Cortuga. Dieter Wedel besetzte Duvier in seinen TV-Serien Der große Bellheim und Der König von St. Pauli. Im deutschen Fernsehen war sie später dann auch neben Wolfgang Fierek in Tierarzt Dr. Engel, Großstadtrevier und Ein Heim für Tiere zu sehen.
Sie arbeitete am Theater bei Faust. Eine Tragödie und Momo mit Cordula Trantow zusammen. Neidhardt Nordmann besetzte sie für die Rolle der Cora-Ann Milton in Der Hexer nach Edgar Wallace. Neben Claus Biederstaedt und Karin Dor spielte sie von 2004 bis 2008 in dem Boulevardstück Der Neurosenkavalier von Gunther Beth und Alan Cooper. Für ihre Darstellung der Abigail Williams in dem Drama Hexenjagd von Arthur Miller erhielt sie den INTHEGA-Preis.
In den Jahren 2007 und 2016 inszenierte sie das Bühnenstück „Tränen der Heimat“ von Lutz Hübner für das Hamburger Sprechwerk und das Altonaer Theater.
Seit 2009 steht sie auch mit ihrem Ehemann, dem Pianisten Vladyslav Sendecki, gemeinsam auf der Bühne – mit Projekten wie Ein polnischer Traum, Joseph von Eichendorff und Chopin unter dem Motto „Lyrik&Jazz“.
Von 1979 bis 1987 war sie mit dem 37 Jahre älteren Schauspieler Friedrich Schütter verheiratet. 2005 heiratete sie den polnischen Pianisten Vladyslav Sendecki, mit dem sie 2009 das Lyrik&Jazz Ensemble gründete. Seit 2015 ist sie Mitglied der Künstlergruppe 14 Zoll.
Sie veröffentlicht, überwiegend im Selbstverlag, Gedichte und Texte. Der Komponist Berthold Paul vertonte 2002 eine Auswahl ihrer Gedichte.

## Bibliografie (Auswahl)
- 2013: Anthologie europäischer Poesie – Antologia poezji europejskiej (Gedichte in deutscher und polnischer Sprache)
- 2015: Farben Spiele: Von wunderbar bis wunderlich (Anthologie, mit weiteren Autoren)
- 2016: Masken Bilder (Anthologie, mit weiteren Autoren)
- 2016: Dramaturgie des Lebens (Gedichtband)
- 2017: Melancholie eines Gauklers
- 2018: Zusammenspiel
- 2019: Reflexion
- 2023: Der Fünfte Freund (Thriller, gemeinsam mit 3 weiteren Autoren)
- 2023:   DASEIN
- 2024:   Emotionen
- 2025:   Zerrissene Träume (Aus dem Leben einer Schauspielerin)

## Filmografie (Auswahl)
- 1976–1977: Schulmädchen-Report (Reihe, drei Filme)
- 1985: Cortuga
- 1987: Ein Heim für Tiere (Eine Folge)
- 1993: Der große Bellheim – Teil 3
- 1994: Großstadtrevier (Eine Folge)
- 1998: Der König von St. Pauli (Sechs Folgen)
- 1999: Theater: Der Hexer
- 2001: Tierarzt Dr. Engel (Eine Folge)